# Navgarh
Navgarh (o Naugarh) è una città dell'India, capoluogo del distretto di Siddharthnagar, nello stato federato dell'Uttar Pradesh. 

## Geografia fisica
La città è situata a 27° 18' 0 N e 83° 5' 60 E e ha un'altitudine di 87 m s.l.m..